# STP 500 2019

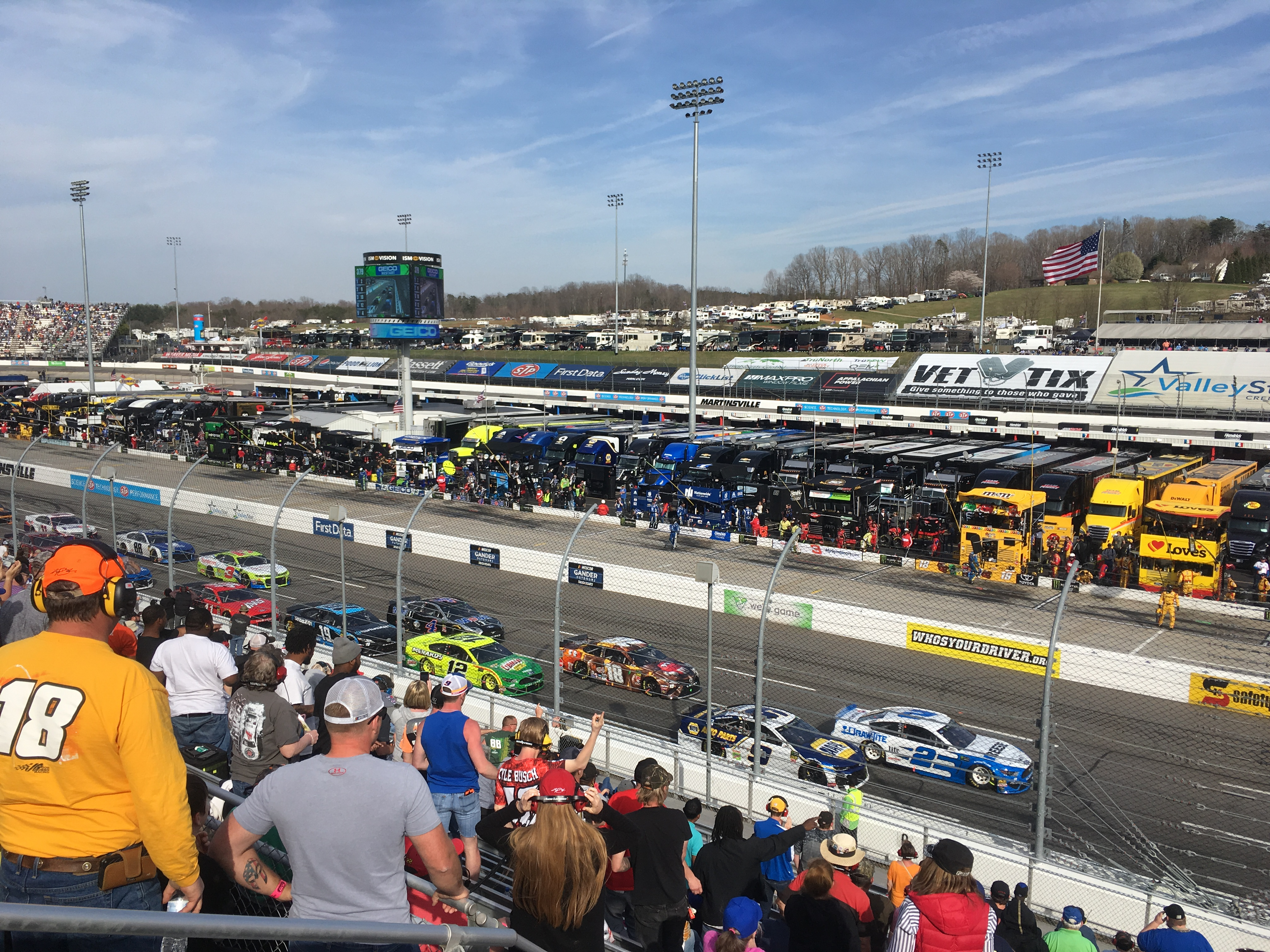
En omstart under STP 500. Brad Keselowski i ledningen före Chase Elliott och Kyle Busch.

2019 års STP 500 hölls den 24 mars 2019 på Martinsville Speedway i Ridgeway, Virginia i USA. Tävlingen pågick över 500 varv på den 0.526 engelska mil (.847 km) långa ovalbanan. Detta loppet var det sjätte i ordningen, i Monster Energy Nascar Cup Series 2019.
Brad Keselowski vann loppet.

## Tävlingen

### Resultat
Segment ett
Varv: 130
| Position                        | Bilnummer | Förare           | Lag                      | Utvecklare | Poäng |
| ------------------------------- | --------- | ---------------- | ------------------------ | ---------- | ----- |
| 1                               | 2         | Brad Keselowski  | Team Penske              | Ford       | 10    |
| 2                               | 9         | Chase Elliott    | Hendrick Motorsports     | Chevrolet  | 9     |
| 3                               | 10        | Aric Almirola    | Stewart-Haas Racing      | Ford       | 8     |
| 4                               | 11        | Denny Hamlin     | Joe Gibbs Racing         | Toyota     | 7     |
| 5                               | 12        | Ryan Blaney      | Team Penske              | Ford       | 6     |
| 6                               | 14        | Clint Bowyer     | Stewart-Haas Racing      | Ford       | 5     |
| 7                               | 22        | Joey Logano      | Team Penske              | Ford       | 4     |
| 8                               | 19        | Martin Truex Jr. | Joe Gibbs Racing         | Toyota     | 3     |
| 9                               | 18        | Kyle Busch       | Joe Gibbs Racing         | Toyota     | 2     |
| 10                              | 3         | Austin Dillon    | Richard Childress Racing | Chevrolet  | 1     |
| Officiella segment ett-resultat |           |                  |                          |            |       |

Segment två
Varv: 130
| Position                        | Bilnummer | Förare           | Lag                  | Utvecklare | Poäng |
| ------------------------------- | --------- | ---------------- | -------------------- | ---------- | ----- |
| 1                               | 2         | Brad Keselowski  | Team Penske          | Ford       | 10    |
| 2                               | 12        | Ryan Blaney      | Team Penske          | Ford       | 9     |
| 3                               | 11        | Denny Hamlin     | Joe Gibbs Racing     | Toyota     | 8     |
| 4                               | 9         | Chase Elliott    | Hendrick Motorsports | Chevrolet  | 7     |
| 5                               | 19        | Martin Truex Jr. | Joe Gibbs Racing     | Toyota     | 6     |
| 6                               | 10        | Aric Almirola    | Stewart-Haas Racing  | Ford       | 5     |
| 7                               | 4         | Kevin Harvick    | Stewart-Haas Racing  | Ford       | 4     |
| 8                               | 14        | Clint Bowyer     | Stewart-Haas Racing  | Ford       | 3     |
| 9                               | 41        | Daniel Suárez    | Stewart-Haas Racing  | Ford       | 2     |
| 10                              | 22        | Joey Logano      | Team Penske          | Ford       | 1     |
| Officiella segment två-resultat |           |                  |                      |            |       |

### Slutgiltiga resultat
Segment tre
Varv: 240
| Position                    | Grid | Bilnummer | Förare               | Lag                       | Utvecklare | Varv | Poäng |
| --------------------------- | ---- | --------- | -------------------- | ------------------------- | ---------- | ---- | ----- |
| 1                           | 3    | 2         | Brad Keselowski      | Team Penske               | Ford       | 500  | 60    |
| 2                           | 7    | 9         | Chase Elliott        | Hendrick Motorsports      | Chevrolet  | 500  | 51    |
| 3                           | 13   | 18        | Kyle Busch           | Joe Gibbs Racing          | Toyota     | 500  | 36    |
| 4                           | 17   | 12        | Ryan Blaney          | Team Penske               | Ford       | 500  | 48    |
| 5                           | 5    | 11        | Denny Hamlin         | Joe Gibbs Racing          | Toyota     | 500  | 47    |
| 6                           | 4    | 4         | Kevin Harvick        | Stewart-Haas Racing       | Ford       | 500  | 35    |
| 7                           | 10   | 14        | Clint Bowyer         | Stewart-Haas Racing       | Ford       | 500  | 38    |
| 8                           | 8    | 19        | Martin Truex Jr.     | Joe Gibbs Racing          | Toyota     | 500  | 38    |
| 9                           | 2    | 10        | Aric Almirola        | Stewart-Haas Racing       | Ford       | 500  | 41    |
| 10                          | 9    | 41        | Daniel Suárez        | Stewart-Haas Racing       | Ford       | 500  | 29    |
| 11                          | 29   | 3         | Austin Dillon        | Richard Childress Racing  | Chevrolet  | 500  | 27    |
| 12                          | 19   | 1         | Kurt Busch           | Chip Ganassi Racing       | Chevrolet  | 500  | 25    |
| 13                          | 22   | 13        | Ty Dillon            | Germain Racing            | Chevrolet  | 500  | 24    |
| 14                          | 16   | 88        | Alex Bowman          | Hendrick Motorsports      | Chevrolet  | 500  | 23    |
| 15                          | 14   | 21        | Paul Menard          | Wood Brothers Racing      | Ford       | 500  | 22    |
| 16                          | 15   | 47        | Ryan Preece (R)      | JTG Daugherty Racing      | Chevrolet  | 500  | 21    |
| 17                          | 26   | 43        | Darrell Wallace Jr.  | Richard Petty Motorsports | Chevrolet  | 500  | 20    |
| 18                          | 6    | 42        | Kyle Larson          | Chip Ganassi Racing       | Chevrolet  | 500  | 19    |
| 19                          | 1    | 22        | Joey Logano          | Team Penske               | Ford       | 500  | 23    |
| 20                          | 21   | 95        | Matt DiBenedetto     | Leavine Family Racing     | Toyota     | 500  | 17    |
| 21                          | 12   | 37        | Chris Buescher       | JTG Daugherty Racing      | Chevrolet  | 499  | 16    |
| 22                          | 34   | 24        | William Byron        | Hendrick Motorsports      | Chevrolet  | 499  | 15    |
| 23                          | 20   | 6         | Ryan Newman          | Roush Fenway Racing       | Ford       | 499  | 14    |
| 24                          | 11   | 48        | Jimmie Johnson       | Hendrick Motorsports      | Chevrolet  | 498  | 13    |
| 25                          | 24   | 17        | Ricky Stenhouse Jr.  | Roush Fenway Racing       | Ford       | 498  | 12    |
| 26                          | 25   | 38        | David Ragan          | Front Row Motorsports     | Ford       | 496  | 11    |
| 27                          | 28   | 8         | Daniel Hemric (R)    | Richard Childress Racing  | Chevrolet  | 496  | 10    |
| 28                          | 27   | 00        | Landon Cassill       | StarCom Racing            | Chevrolet  | 494  | 9     |
| 29                          | 31   | 36        | Matt Tifft (R)       | Front Row Motorsports     | Ford       | 494  | 8     |
| 30                          | 18   | 20        | Erik Jones           | Joe Gibbs Racing          | Toyota     | 491  | 7     |
| 31                          | 23   | 34        | Michael McDowell     | Front Row Motorsports     | Ford       | 491  | 6     |
| 32                          | 35   | 77        | D. J. Kennington (i) | Spire Motorsports         | Chevrolet  | 489  | 0     |
| 33                          | 32   | 32        | Corey LaJoie         | Go Fas Racing             | Ford       | 489  | 4     |
| 34                          | 30   | 15        | Ross Chastain (i)    | Premium Motorsports       | Chevrolet  | 365  | 0     |
| 35                          | 36   | 52        | Jeb Burton (i)       | Rick Ware Racing          | Chevrolet  | 163  | 0     |
| 36                          | 33   | 51        | Cody Ware (R)        | Petty Ware Racing         | Chevrolet  | 55   | 1     |
| Officiella tävlingsresultat |      |           |                      |                           |            |      |       |

### Tävlingsstatistik
- Ändring av ledare: 3 gånger
- Varningar/Varv: 7 för 56
- Tävlingens längd: 3 timmar, 21 minuter och 54 sekunder
- Genomsnittlig hastighet: 97.83 mph  (157,44 km/h)